# Jarne Steuckers
Jarne Steuckers (Sint-Truiden, 4 februari 2002) is een Belgisch voetballer die voor KRC Genk speelt. Steuckers speelt bij voorkeur als aanvallende middenvelder.

## Carrière

### STVV
Steuckers werd geboren en groeide ook op in Sint-Truiden. Hij begon zijn jeugdopleiding bij Sint-Truidense VV, de professionele voetbalclub uit zijn geboortestad. In 2012 verhuisde hij naar de jeugd van KRC Genk, maar daar werd hij vier jaar later doorgestuurd, waarop hij terugkeerde naar STVV. In mei 2020 ondertekende hij er zijn eerste profcontract.
Na een goed half seizoen gespeeld te hebben bij de beloften haalde coach Peter Maes Steuckers in januari 2021 naar de A-kern. Op 17 januari 2021 mocht hij officieel debuteren in Eerste klasse A in de thuiswedstrijd tegen Oud-Heverlee Leuven. Na 72 minuten viel Steuckers in voor Yuma Suzuki bij een 3-1-voorsprong, dit was ook het eindresultaat in deze wedstrijd. Later dat seizoen kreeg hij nog meer speelkansen van Maes: zo kreeg hij op 3 februari 2021 al een basisplaats in de bekerwedstrijd tegen KSC Lokeren-Temse. Op de voorlaatste speeldag van de reguliere competitie kreeg Steuckers, die een maand eerder was uitgevallen met een covidbesmetting, uitgerekend tegen KRC Genk zijn eerste basisplaats in de Jupiler Pro League.
Na een verdienstelijke voorbereiding op het seizoen 2021/22 onder de nieuwe trainer Bernd Hollerbach leek Steuckers voor het seizoen van de bevestiging te staan, maar een voetblessure gooide roet in het eten. Pas eind november 2021 kon hij zijn comeback maken in een beloftenwedstrijd. Onder Hollerbach volgden vervolgens geen speelminuten in het eerste elftal.
In juli 2022 ondertekende hij een nieuw contract bij STVV. Kort erna werd hij voor een jaar uitgeleend aan de Nederlandse eerstedivisionist MVV Maastricht. Steuckers was in het seizoen 2022/23 met negen doelpunten en tien assists belangrijk voor MVV. Met een vijfde plek in de competitie, haalde hij de play-offs voor promotie/degradatie met MVV Maastricht. Na dat seizoen keerde hij terug naar STVV.
In de voorbereiding van het seizoen 2023/24 sloot hij aan bij de A-kern van STVV waar de Duitser Thorsten Fink ondertussen hoofdcoach geworden was. Hij wist de coach te overtuigen van zijn kwaliteiten. Op de eerste competitiespeeldag mocht Steuckers starten in de thuiswedstrijd tegen Standard Luik. STVV zou deze wedstrijd uiteindelijk ook winnend afsluiten met 1-0. Na zijn uitleenbeurt aan MVV wist hij wel volledig door te breken in het eerste elftal van de club.

### KRC Genk
Op 9 juni 2024 werd bekend dat Steuckers de overstap zal maken naar KRC Genk. Hij tekende hier een vierjarig contract. Op 28 juli 2024 mocht hij als basisspeler officieel debuteren voor Genk op de eerste speeldag van de competitie tegen Standard Luik. Op de derde speeldag van het seizoen wist Steuckers zijn eerste doelpunt voor Genk te scoren. Bij een 0-2 achterstand in de thuiswedstrijd tegen Club Brugge zette hij zich achter een strafschop die hij ook wist om te zetten waarmee de aansluitingstreffer werd gemaakt. Vijftien minuten later gaf Steuckers ook de assist voor de gelijkmaker gescoord door Tolu Arokodare. Genk zou de wedstrijd uiteindelijk ook nog winnend afsluiten met 3-2.             

## Clubstatistieken
| Seizoen         | Club              | Land               | Competitie         | Competitie | Competitie | Beker | Beker | Supercup | Supercup | Europees | Europees | Totaal | Totaal |
| Seizoen         | Club              | Land               | Competitie         | Wed.       | Dlp.       | Wed.  | Dlp.  | Wed.     | Dlp.     | Wed.     | Dlp.     | Wed.   | Dlp.   |
| --------------- | ----------------- | ------------------ | ------------------ | ---------- | ---------- | ----- | ----- | -------- | -------- | -------- | -------- | ------ | ------ |
| 2020/21         | Sint-Truidense VV | Vlag van België    | Jupiler Pro League | 6          | 0          | 1     | 0     | —        | —        | —        | —        | 7      | 0      |
| 2021/22         | Sint-Truidense VV | Vlag van België    | Jupiler Pro League | 0          | 0          | 0     | 0     | —        | —        | —        | —        | 0      | 0      |
| 2022/23         | → MVV Maastricht  | Vlag van Nederland | Eerste divisie     | 36         | 9          | 1     | 0     | —        | —        | —        | —        | 37     | 9      |
| 2023/24         | Sint-Truidense VV | Vlag van België    | Jupiler Pro League | 35         | 6          | 2     | 1     | —        | —        | —        | —        | 37     | 7      |
| 2024/25         | KRC Genk          | Vlag van België    | Jupiler Pro League | 33         | 8          | 5     | 1     | —        | —        | —        | —        | 38     | 9      |
| Carrière totaal | Carrière totaal   | Carrière totaal    | Carrière totaal    | 110        | 23         | 9     | 2     | 0        | 0        | 0        | 0        | 119    | 25     |

Bijgewerkt op 26 april 2025.